# Smile (Vilne), Korop
Smile (în ucraineană Сміле) a fost un sat în comuna Vilne din raionul Korop, regiunea Cernihiv, Ucraina.